# Sinn Féin
A Sinn Féin (IPA: [ʃiːɲ fʲeːɲ], írül am. „Mi magunk”) egy ír republikánus párt. Észak-Írországban 2005 óta a legerősebb katolikus párt. Írországban 1997-ben jutottak be a parlamentbe, s azóta főként a határ menti régiók és Észak-Írország közötti történelmi kapcsolatok helyreállításán tevékenykednek. A Sinn Féin az egyetlen jelentős ír párt, mely Írországban és Észak-Írországban is aktív.

## Céljai
A Sinn Féin fő célja az Egyesült Királyság fennhatósága alatt álló északír megyék (azaz Észak-Írország) Írországhoz történő csatolása. A párt programjában célkitűzésként egy „egyesült, demokratikus és szocialista Ír Köztársaság” szerepel, de az utóbbi évtizedben a párt vezetői a szocialista célokat igen ritkán emlegették. (Magát a kifejezést is ritkán használták.) A Sinn Féin középtávú célja a Nagypénteki egyezmény módosítása.

## Kapcsolata az IRA-val
Bár a Sinn Féin tagadja a hivatalos kapcsolatot az Ír Köztársasági Hadsereggel (IRA), de szinte biztosra vehető, hogy a két szervezet között ez mégis fennáll. Ezeket a hosszú ideje folyó spekulációkat megerősítette, amikor Gerry Adams (akkori pártelnök) és Martin McGuinness (akkori pártelnökhelyettes) 2005 augusztusában bejelentette, hogy kilépett az IRA katonai tanácsából, holott mindaddig tagadták, hogy annak tagjai voltak. A Sinn Féint gyakran nevezik az IRA politikai szárnyának.

## Története

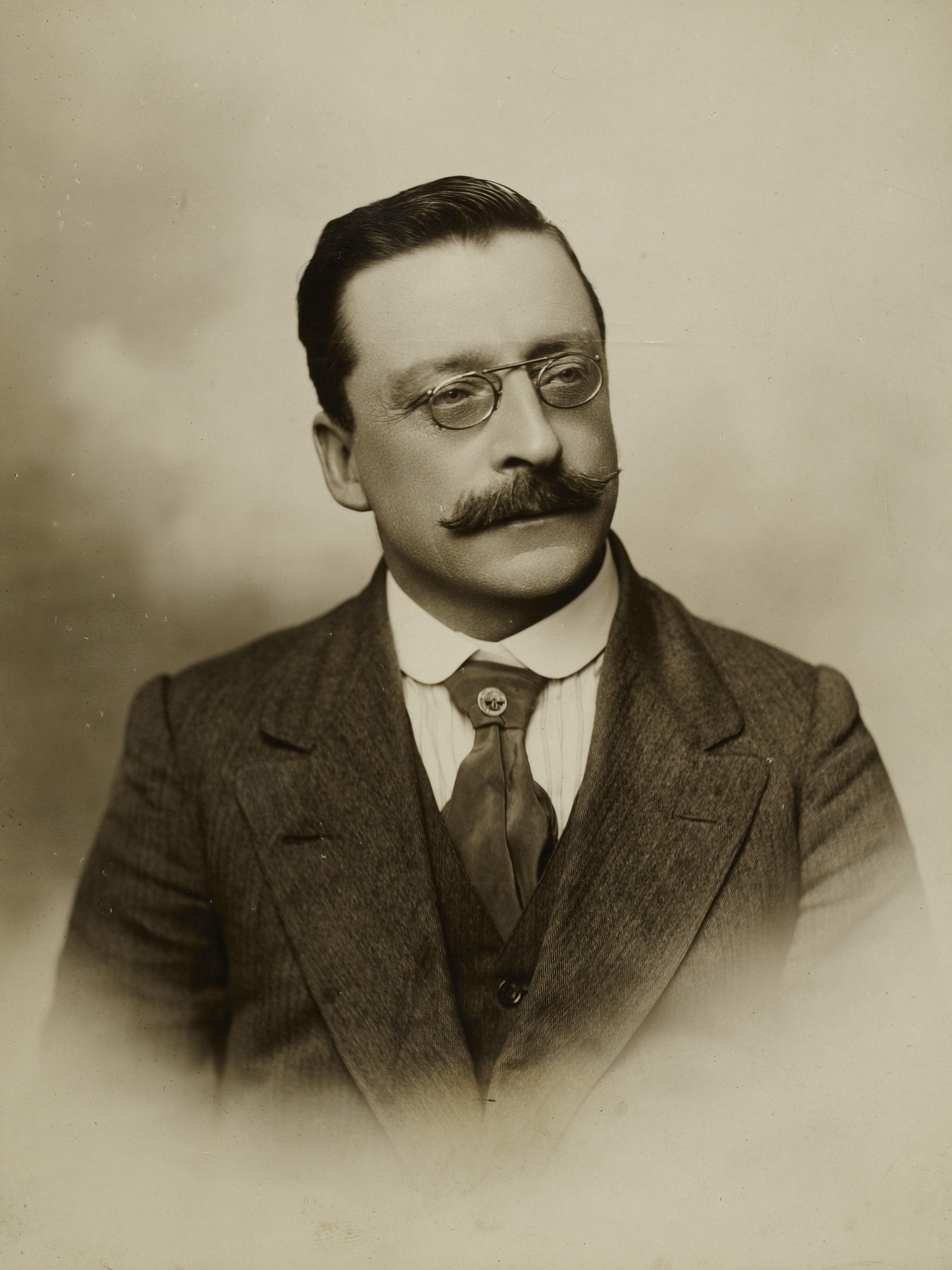
Arthur Griffith, a párt alapítója

Arthur Griffith alapította 1905. november 28-án Dublinban. Griffith a pártalapítással alapvetően egy az egész Írország (az ír sziget) területére kiterjedő hatáskörű parlament létrehozását szerette volna elérni az Egyesült Királyság keretein belül. Példaként az Osztrák–Magyar Monarchiát állította, ami egy állam volt két parlamenttel.
Az 1916-os Húsvéti felkelés során lépett fel először, mint a fegyveres ellenállás részese, és a következő években Éamon de Valera elnök alatt az ír nemzeti önrendelkezésre törekvő ellenállók vezető szervezetévé vált. 1918-ban az alsóházi választásokon elérték első sikereiket: a 105 ír képviselőből 73 közülük került ki. 1919-ben Dublinban felállt az első ír parlament, a „First Dáil”.
Ezek után tört ki az ír függetlenségi háború mely a sziget első felosztásához és az 1922-es angol-ír megállapodáshoz vezetett.

## Parlamenti képviselet
A párt jelenleg[mikor?] 4 képviselővel rendelkezik az ír parlamentben. A 2005-ös brit alsóházi választásokon 5 képviselőjüket választottak be, a négy addigi mellé a mérsékelt Conor Murphy-t (Szociáldemokrata és Munkáspárt) képviseletében. Az alsóházi képviselők mindazonáltal megtagadták a megbízatásuk átvételét, mivel ahhoz hűségesküt kellett volna tenni az angol királynőnek. Az európai parlamenti választásokon a Sinn Féin egy helyet szerzett Írország és egyet Észak-Írország képviseletében. Mindkét képviselő az Egyesült Európai Baloldal Konföderatív Frakciójának a tagja.
Az északír parlamentben jelenleg 24 (korábban 18) képviselővel rendelkezik a Sinn Féin. A parlament tényleges működése idején (1998-2003 között) 2 minisztert adtak. Ekkor a legerősebb brit-protestáns párt, a Demokratikus Unionista Párt megtagadta a Sinn Féin-nel az együttműködést (és ezáltal a hatalommegosztást) mindaddig, míg a Sinn Féin meg nem szakítja a kapcsolatait az IRA-val s az pedig le nem teszi a fegyvert.
A 2020. február 8-án tartott parlamenti választáson a Sinn Féin az első helyen leadott szavazatok közel egy negyedét szerezte meg, megelőzve ezzel a Fine Gaelt és Fianna Fáilt.

## A párt elnökeinek listája

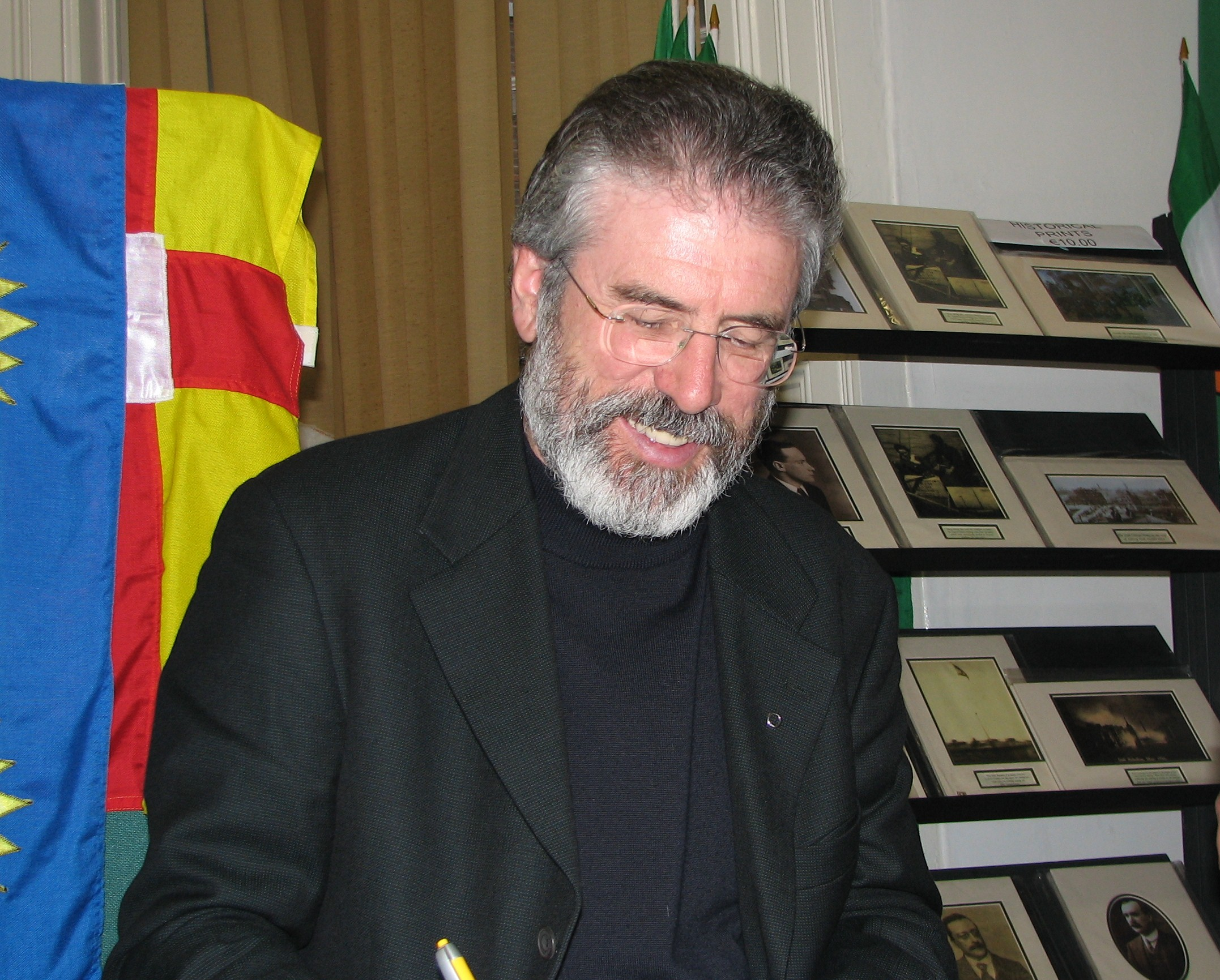
Gerry Adams volt pártelnök (2007)

- 1905–1908 Edward Martyn
- 1908–1908 John Sweetman
- 1908–1917 Arthur Griffith
- 1917–1926 Éamon de Valera
- 1926–1931 JJ O'Kelly
- 1931–1933 Brian O'Higgins
- 1933–1935 Michael O'Flanagan
- 1935–1937 Cathal Ó Murchadha
- 1937–1950 Margaret Buckley
- 1950–1953 Pádraig MacLógáin
- 1953–1954 Tomás Ó Dubhghaill
- 1954–1962 Pádraig MacLógáin
- 1962–1970 Tomás MacGiolla
- 1970–1983 Ruairi Ó Brádaigh
- 1983–2018 Gerry Adams
- 2018-tól  Mary Lou McDonald[2]

## Ismert politikusai
- Gerry Adams, a Sinn Féin volt elnöke
- Michael Collins
- Pat Doherty
- Denis Donaldson, († 2006. április 4.)
- Martin McGuinness
- Danny Morrison – író, újságíró
- Éamon de Valera